# Star City (Saskatchewan)
Star City est une ville de la Saskatchewan au Canada.

## Géographie
La localité de Star City est située dans le centre de la province de Saskatchewan, à 120 km au sud-est de la ville de Prince Albert et 18 km à l'est de Melfort.

## Démographie
| 2011 | 2016 | 2021 |
| ---- | ---- | ---- |
| 460  | 387  | 374  |